# Rue des Bateliers (Lille)
Pour les articles homonymes, voir Rue des Bateliers.
La rue des Bateliers est une rue de Lille, dans le Nord, en France. Il s'agit de l'une des rues du quartier du Vieux-Lille.

## Situation et accès
La rue des Bateliers est une rue située dans le prolongement de la rue de la Halle qui relie l'avenue du Peuple-Belge à la rue du Pont-Neuf à la rencontre avec les rues de Gand et Gandhi. La rue borde le Square Julien Grimonprez (Lille),  le Square du Pont Neuf (Lille) et la plaine Winston-Churchill. La rue Paul Ramadier aboutit à la rue des Bateliers.

## Origine du nom
Elle porte ce nom car c'était une voie d'accès à un ancien port fluvial situé à l'emplacement de l’avenue du Peuple-Belge.

## Historique
La partie de la rue des Bateliers de l'avenue du Peuple belge jusqu'à l'emplacement du débouché de la rue Paul-Ramadier, celle-ci correspondant au  contour du bastion de La Madeleine, date de l'agrandissement de Lille par Vauban dans les années 1670 et se terminait en impasse sur l'enceinte construite à cette époque. Elle est prolongée vers 1950 et rejoint la rue du Pont-Neuf également prolongée à la suite de la démolition de cette fortification déclassée en 1919.
La rue desservait le port de la Basse Deûle (à l'emplacement de l'actuelle avenue du Peuple-belge) dont le tronçon  comblé en 1953 devant l'ancien hospice général de Lille (actuel IAE) est le dernier supprimé des canaux intérieurs (anciens bras de la Deûle) devenus des égouts à ciel ouvert recouverts par mesure d'hygiène à la fin du XIXe et au début du XXe.  

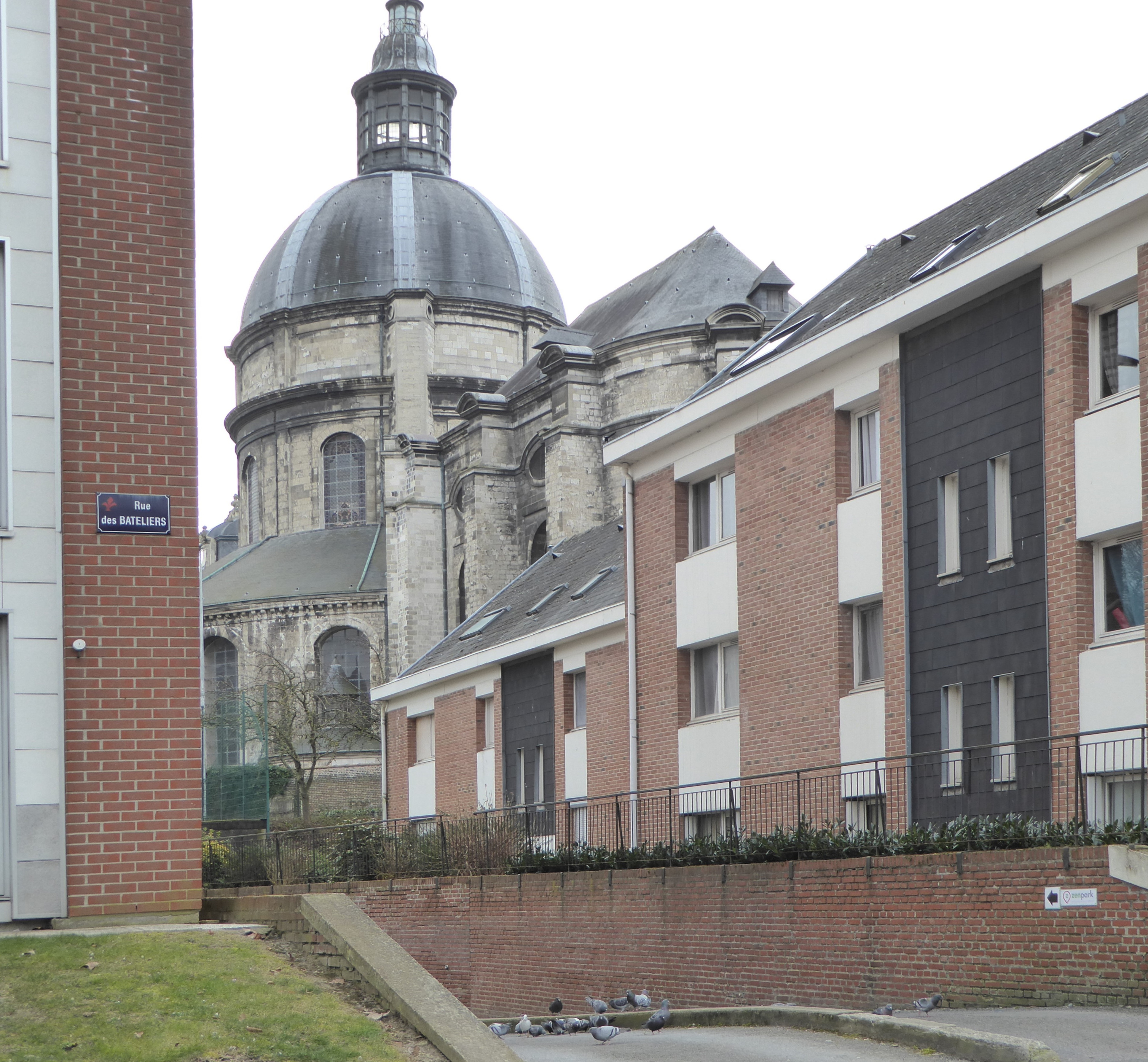
L'église Sainte-Marie-Madeleine vue de la rue des Bateliers